# Епископ

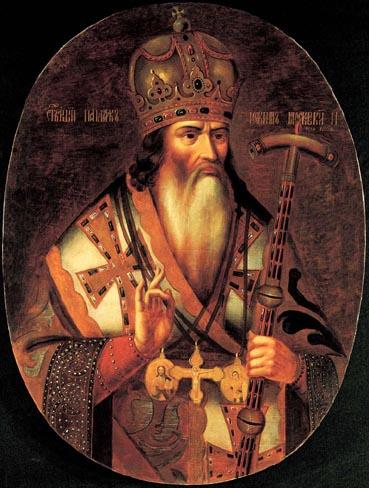
Патриарх Московский Иоаким

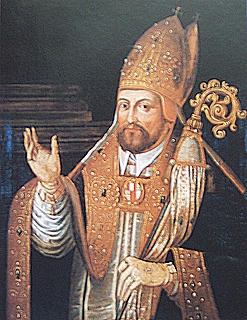
Йохан Отто фон Гемминген, католический епископ

Епи́скоп (др.-греч. ἐπίσκοπος — «надзиратель, надзирающий, надсматривающий, смотрящий», от επισκοπεω — «наблюдаю, смотрю за кем-либо»; лат. episcopus), также архиере́й (ἀρχιερεύς, от ἀρχι- — «власть» и ἱερεύς) в христианской Церкви — наименование священнослужителя третьей (высшей) степени священства. Термин имеет библейское происхождение (Фил. 1:1; 1Тим. 3:1; Тит. 1:7).

## История и значение термина
Первоначально, в апостольское время, термин «епископ», как он употребляется в Посланиях апостола Павла (Библия, 1 Тим. 3: 1 — 4 и др.), обозначал старшего наставника отдельной общины последователей Иисуса Христа. Епископы надзирали за христианами конкретного города или конкретной провинции, в отличие от апостолов (преимущественно странствующих проповедников). Впоследствии термин обретает более специфическое значение высшей степени священства — над пресвитерской и диаконской.
С появлением различных епископских званий — поначалу почётных — архиепископа, митрополита, патриарха, папы, термин в русском языке также стал обозначением младшего из них, хотя не потерял и более общего значения, для которого также используют термин архиере́й (греч. ἀρχιερεύς). В греческом православии общим термином обычно является греч. ιεράρχης’ (иера́рх — «священнонача́льник»).
Сам Иисус Христос именуется апостолом Павлом в Послании к Евреям «Архиереем (первосвяще́нником) по чину Мелхиседека во веки»: греч. «ὅπου πρόδρομος ὑπὲρ ἡμῶν εἰσῆλθεν Ἰησοῦς, κατὰ τὴν τάξιν Μελχισεδὲκ ἀρχιερεὺς γενόμενος εἰς τὸν αἰῶνα» (Евр. 6:20).

### Епископ в Новозаветное время
В оригинальном греческом тексте Нового Завета находим пять упоминаний слова «епископ» (греч. ἐπίσκοπος):
- Деяния (Деян. 20:28)
- Послание к Филиппийцам (Фил. 1:1)
- Первое послание к Тимофею (1Тим. 3:2)
- Послание к Титу (Тит. 1:7)
- Первое послание Петра (1Пет. 2:25)

В Первом послании апостола Петра сам Иисус Христос именуется «Пастырем и Блюстителем (в подлиннике, греч. (койне) — „Епископ“) душ Ваших» (1 Петр 2, 25): греч. «τὸν ποιμένα καὶ ἐπίσκοπον τῶν ψυχῶν ὑμῶν».

## Должность епископа в различных конфессиях христианской церкви

### Канонические основания и роль епископа в Церкви
По учению как Православной, так и Католической церквей, одним из существенных признаков канонической легитимности и действительности священства вообще и епископства в частности признаётся их апостольское преемство, то есть прямое принятие священства от того, кто сам получил полноту власти в Церкви от апостолов — через последовательный и непрерывный ряд их преемников.
Апостольская преемственность осуществляется в Церкви через епископов. Епископская хиротония (рукоположение) должна совершаться собором епископов (то есть несколькими епископами) — минимум двумя епископами (Первое Апостольское Правило).

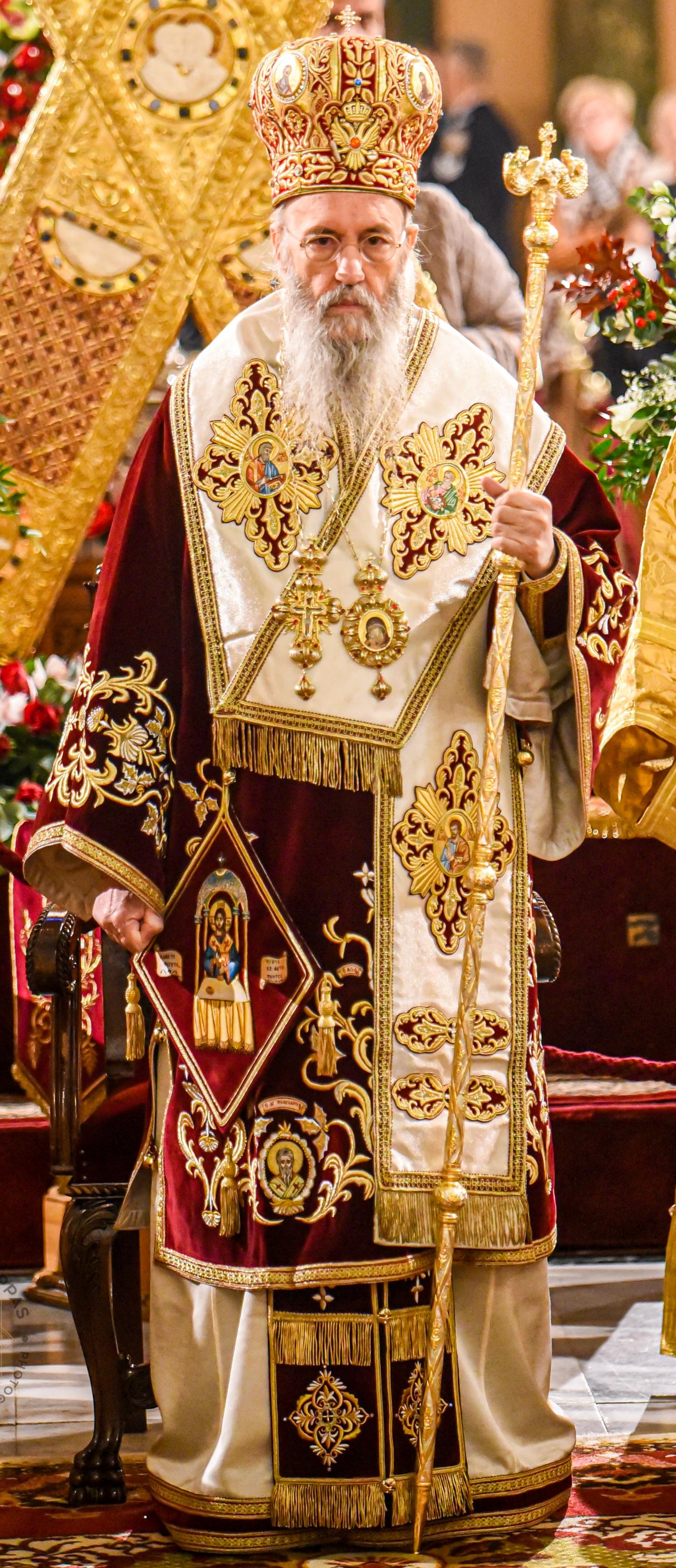
Митрополит Навпакский Иерофей (Элладская православная церковь) в полном епископском литургическом облачении.

Как первосвященник епископ может совершать в своей епархии все священнодействия: исключительно ему принадлежит право рукоположения пресвитеров, диаконов, иподиаконов, и хиротесии низших клириков, освящения антиминсов. Имя епископа возносится за богослужением во всех храмах его епархии. Всякий священник может совершать богослужение только с благословения своего правящего епископа. В византийской традиции православия видимый знак такого благословения — выданный епископом антиминс, возлежащий на престоле храма.
Епископу подчиняются также все монастыри, находящиеся на территории его епархии (кроме ставропигиальных, подчиняющихся непосредственно Патриарху — Предстоятелю поместной Церкви).
К половине VII века обычай обязательного безбрачия епископов стал восприниматься как норма, что было закреплено в 12-м и 48-м Правилах Трулльского собора (Известного также как «Пято-шестой»). Причём последнее правило предусматривает: «Жена производимаго в епископское достоинство, предварительно разлучася с мужем своим, по общему согласию, по рукоположении его во епископа, да вступит в монастырь, дале́ко от обитания сего епископа созданный, и да пользуется содержанием от епископа». В практике Русской Церкви закрепился обычай, имеющий силу закона, совершать хиротонию в епископа только над лицами, принявшими монашеский постриг в малую схиму. Примерно в это же время исчезли хорепископы — епископы сельских округов и отдельных приходов (епископы, не имеющие ни епархий, ни высоких должностей).

### Епископ в православии

#### Епископство в России

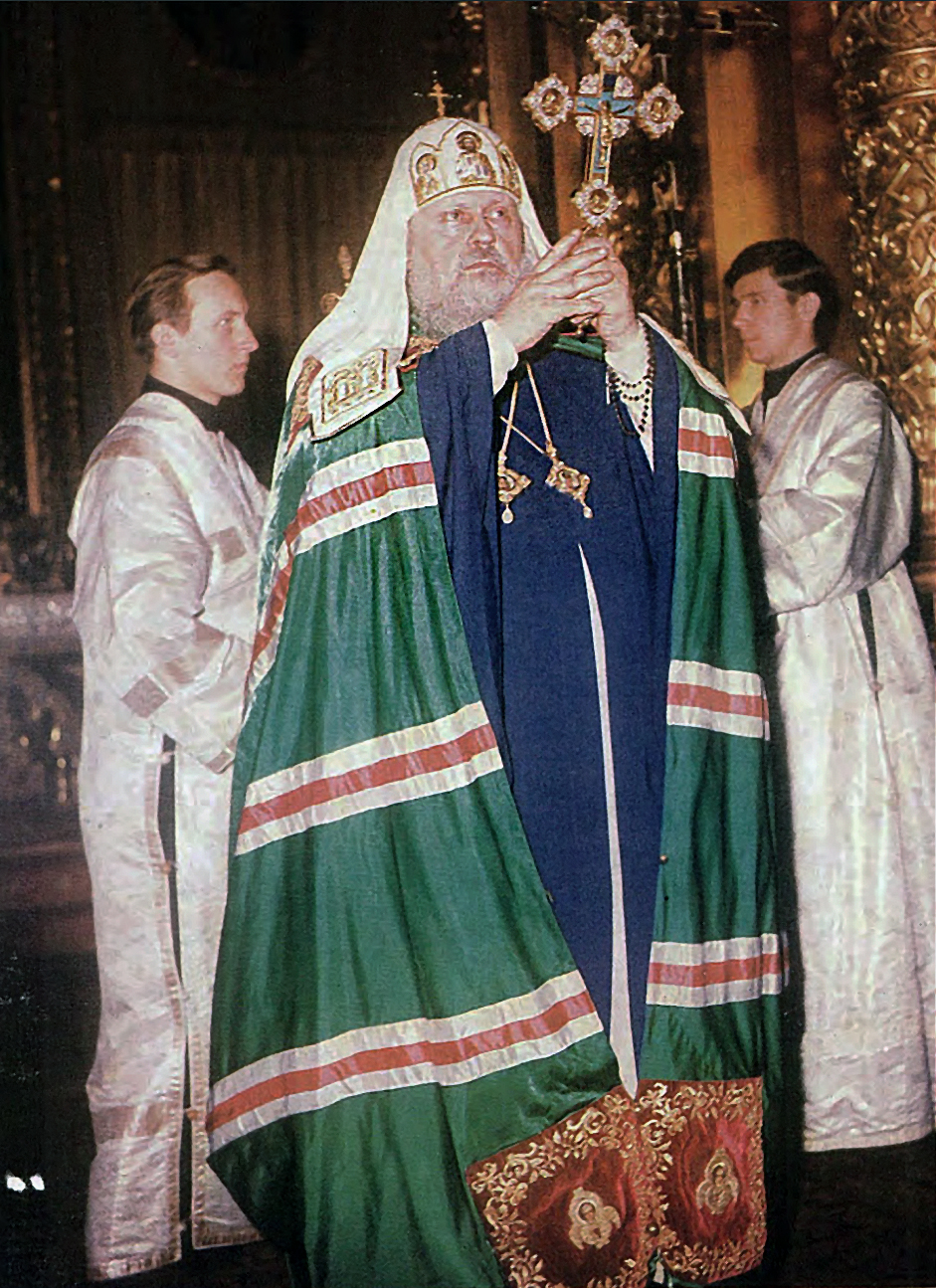
Патриарх Московский и всея Руси Пимен в епископской мантии патриаршего зеленого цвета

В 961 году состоялся безрезультатный визит в Киев посланника Оттона Адальберта (будущего первого архиепископа Магдебургского), подчинявшегося Римскому папе.
В 988 году великий князь Киевский Владимир Святославич с подданными принял христианство от греков. Первый Митрополит Киевский и всея Руси Михаил, прибывший в Киев для постоянного пребывания, был поставлен Константинопольским патриархом Николаем II Хрисовергом.
В истории Русской церкви было несколько случаев политических разногласий и даже конфликтов между епископами и государственными властителями — князьями, царями. До 1448 года русские епископы обычно утверждались на служение решением Константинопольских патриархов и обычно были греками. Первым Киевским митрополитом из русских был Иларион Киевский.
В 1155 году Юрий Долгорукий изгнал митрополита Киевского Климента Смолятича, поставленного в 1147 году на митрополичью кафедру по инициативе великого князя Изяслава II Мстиславича без санкции патриарха. За приверженность церковной дисциплине епископа Новгородского Нифонта во время киевского раскола патриарх Константинопольский предоставил Новгородской кафедре автономию от Киева. Новгородцы стали избирать ставленника в архиепископа Новгородского на своём вече из числа местных священнослужителей. Так, в 1156 году новгородцы впервые самостоятельно избрали ставленником в архиепископа Новгородского Аркадия, а в 1228 году сместили Арсения.
Наиболее острый конфликт случился между Новгородскими архиепископами и великими князьями Московскими в XIV—XV веках.
Избрание в Москве епископа Рязанского Ионы Митрополитом Киевским и всея Руси в 1448 году ознаменовало фактическую автокефализацию Московской церкви (северо-восточной части Русской церкви). Западнорусские епископы сохранили организационную самостоятельность от Москвы, оставаясь под юрисдикцией Константинополя. Около 1480 года в архиерейскую присягу было включено клятвенное обещание не принимать греков ни на митрополию, ни на епископии, как находящихся под властью неверного царя.
Имевший на Руси применение «Номоканон» (Титул I. Гл. 23) предусматривал минимальным 35-летний возраст для ставленника (кандидата) во епископы, а в исключительных случаях — 25-летний.
В синодальную эпоху (1700—1917) возведение в епископский сан, равно как и перемещение архиереев в иную епархию, производилось по указу императора Святейшему синоду. После падения монархии (1917) в течение нескольких лет имела место выборность епископата (духовенством и мирянами епархии). В современной Русской православной церкви архиерейские хиротонии и назначения производятся решением Священного синода, наблюдается процесс деления епархий и увеличения количества епископов для активизации церковной деятельности. Порядок совершения церковного поставления во епископа находится в Чиновнике архиерейского священнослужения.

### Требования к православному епископу
- Не иметь жены и семьи[10]
- Не служить в армии[11]
- Быть поставленным двумя или тремя епископами[12]
- При ныне (2023 год) действующем патриархе Кирилле все архиереи Русской Православной Церкви должны иметь высшее богословское образование:

Епископ должен быть «силен и наставлять в здравом учении и противящихся обличать» (Тит. 1:9). Кандидат в архиереи должен иметь высшее богословское образование.

### Епископ в Римско-католической церкви

Герб католического епископа.

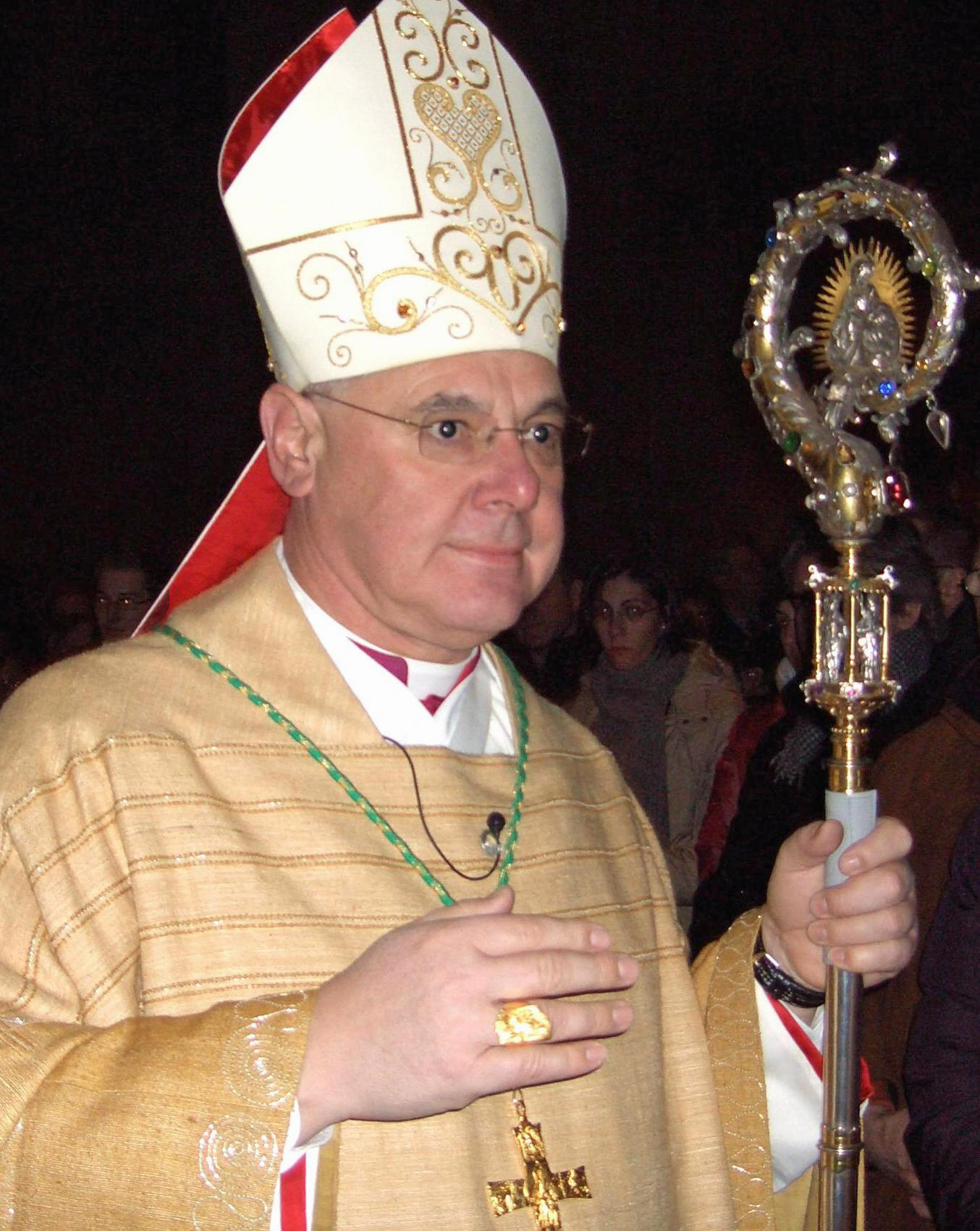
Епископ Регенсбурга Герхард Людвиг Мюллер.

В Римско-католической церкви епископу принадлежит прерогатива совершения не только таинства священства, но также и миропомазания (конфирмации).
Совершенно особое место в епископате принадлежит Епископу Рима, особый статус которого, развиваясь на Западе в течение столетий, был окончательно закреплён решениями I Ватиканского собора.
В соответствии с догматической конституцией II Ватиканского собора «Lumen gentium» (провозглашена Павлом VI 21 ноября 1964 года) был создан институт коллегиального участия епископов в управлении Церковью.
Римский Папа является главой Коллегии епископов. Папа, согласно учению Римской Церкви, «имеет над Церковью, в силу своей должности наместника Христа и пастыря всей Церкви, полную, верховную и вселенскую власть, которую он вправе всегда свободно осуществлять. Коллегия Епископов обладает властью не иначе, как в единении с Римским Первосвященником в качестве главы».

### Епископ в протестантизме
Епископы в протестантских конфессиях признаются только как временно назначаемые (или избираемые) административно-учительные главы общин, а не как наследники особых благодатных даров или полномочий, которые существуют с апостольских времён. Это связано с отрицанием апостольской преемственности в понимании исторических церквей.
С началом эпохи Реформации служение стало рассматриваться не как «sacerdotium» — «жертвенное служение», но как «ministerium» — лат. «обслуживающее служение», которое должно обслуживать общину Словом Божиим и Таинствами. Поэтому в Аугсбургском вероисповедании (артикул V) служение называется «ministerium docendi evangelium et porrigendi sacramenta» — лат.: «служение провозглашения Евангелия и отправления Таинств», которое было установлено Богом, чтобы люди могли получать оправдывающую веру. Епископат же, являясь важным и полезным органом в протестантских церквях и деноминациях, не считается принадлежащим к особому сану. Епископы именуются также председательствующими пасторами, и в их обязанности входит председательствовать на конференциях, делать назначения и рукополагать в диаконы и в пресвитеры и вообще наблюдать за жизнью Церкви.
Отличие протестантского епископа от простого пастора заключается в практике визитации (посещения приходов) подчинённой ему епархии.
Исключением являются лишь епископальные протестантские церкви (например, Англиканская церковь), где епископы, как и в Католической церкви, считаются священнослужителями-преемниками апостолов, имеющими в своих епархиях всю полноту апостольской власти.